# Гребнёв, Николай Васильевич
Никола́й Васи́льевич Гребнёв (1827—1877, Иркутск) — российский художник, педагог.

## Биография
В 1847—1856 годы учился в Московском училище живописи, ваяния и зодчества. В 1856 году от Петербургской Академии художеств за этюд «Девочка с кувшином» получил звание неклассного художника по живописи портретной масляными красками.
В 1859—1863 годы жил в Красноярске, преподавал рисование и чистописание в уездном училище. Первым обратил внимание на талант В. И. Сурикова.
Затем переехал в Иркутск, где с 1863 по 1873 был учителем рисования и чистописания в Институте благородных девиц им. Николая I и мужской гимназии.
В 1865 году получил чин коллежского регистратора, в 1870 — титулярного советника.

## Творчество
Написал портрет Н. В. Гоголя. Его работа «Картинная галерея г. Кокорева» была приобретена Московским художественным обществом в 1851 году.
Писал иконы по частным заказам.